# ルートヴィヒ8世 (バイエルン公)
ルートヴィヒ8世（Ludwig VIII., 1403年9月1日 - 1445年4月7日）は、最後の上バイエルン＝インゴルシュタット公。ルートヴィヒ7世とラ・マルシュ伯ジャン1世の娘アンヌの子。

## 生涯
1443年に父と対立し、下バイエルン＝ランツフート公ハインリヒ16世と同盟を結んで父を捕らえ、廃位して上バイエルン＝インゴルシュタット公となったが、2年後に父に先立って死去した。1447年にハインリヒ16世の元に幽閉されていた父も亡くなり、インゴルシュタット系は断絶、遺領はハインリヒ16世に奪われた。
1441年にブランデンブルク選帝侯フリードリヒ1世の娘マルガレーテと結婚したが、子はなかった。